# Сайнябули (аэропорт)
Аэропорт Сайнябули (ИАТА: ZBY, ИКАО: VLSB) — аэропорт в Сайнябули, столице провинции Сайнябули в Лаосе.
Это ближайший аэропорт к аэропорту Ваттай в столице Лаоса Вьентьяне.

## Авиакомпании и направления
На данный момент из аэропорта Сайнябули нет регулярных рейсов.